# Liste des ducs de Courlande

Petites armoiries du duché de Courlande.

Le duché de Courlande est créé à la suite de la sécularisation des possessions des chevaliers porte-glaives, en 1561, par leur grand-maître, Gotthard Kettler, qui se convertit au luthéranisme et se déclara vassal de la Pologne. 
De 1587 à 1616, Frédéric et son frère cadet Guillaume se partagent de facto le duché en 2 parties : Sémigalie et Courlande, mais les deux souverains gardèrent l'unité du territoire.
En 1795, le duché fut vendu et annexé par la Russie.

## Liste des ducs de Courlande (prénom francisé)

### Dynastie Kettler (1561-1737)
- Gotthard Kettler (1517 - 1587), duc de 1561 à 1587.
- Frédéric Ier Kettler (1569-1642), duc de 1587 à 1642. 
  - Guillaume Kettler (1574-1640), frère de Frédéric, co-règne jusqu'à sa déposition en 1616.
- Jacques Kettler (1610-1682), régent dès 1638 et duc de 1642 à 1682. Fils de Guillaume.
- Frédéric II Casimir Kettler (1650-1698), duc de 1682 à 1698, Fils de Jacques.
- Frédéric (III) Guillaume Kettler (1692-1711), duc de 1698 à 1711, fils de Frédéric II.
- Maurice de Saxe (1696-1750, usurpateur), duc de 1726 à 1727.
- Ferdinand Kettler (1655-1737), duc de 1730 à 1737. Dernier fils de Jacques, sans enfant, ce qui entraîna la chute de la dynastie.

Portraits
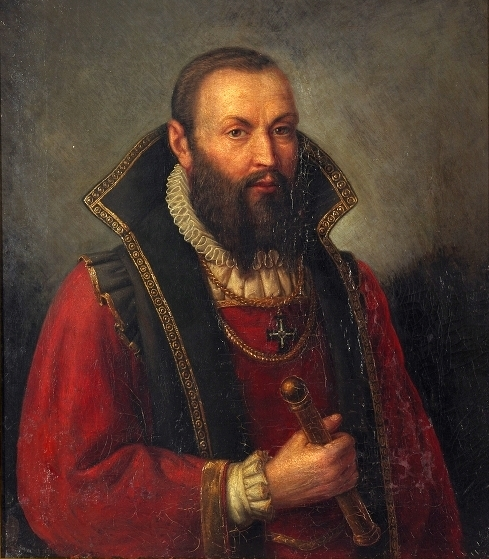
Gotthard Kettler, premier duc de Courlande et de Ségalie XIXe siècle
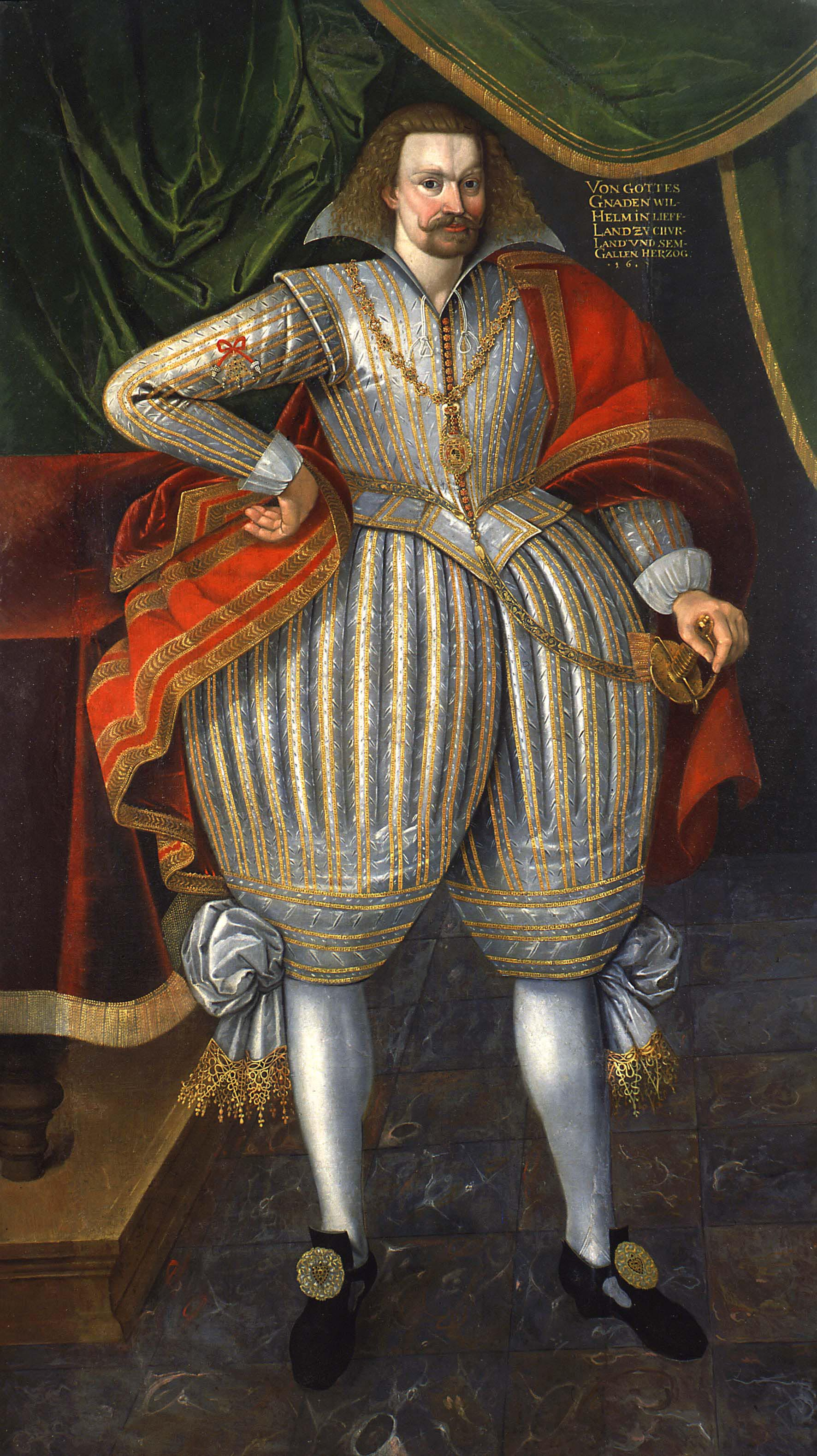
Guillaume Kettler artiste inconnu, 1615 Rundāle Palace, Lettonie
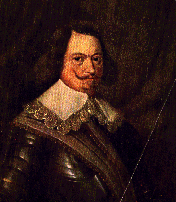
Jacob Kettler

### Temps des troubles (1737-1763)
- Jean-Ernest de Biron (1690-1772), duc de 1737 à 1740. Favori d'Anne Ire de Russie, chassé à sa mort.
- Louis Ernest de Brunswick-Wolfenbüttel (1718-1788), duc en 1741. Anna Leopoldovna de Russie, régente de Russie de 1740 à 1741, qui est renversée par Élisabeth Ire de Russie, sa tante.
- Charles-Christian de Saxe (1733-1796), duc de 1758 à 1763. Fils du roi Auguste III de Pologne, chassé par Catherine II de Russie.

### Dynastie Biron (1763-1795)
- Jean-Ernest de Biron (1690-1772), duc de 1763 à 1769. Rappelé par Catherine, abdique en 1769 en faveur de son fils.
- Pierre de Biron (1724-1800), duc de 1769 à 1795.

Portraits
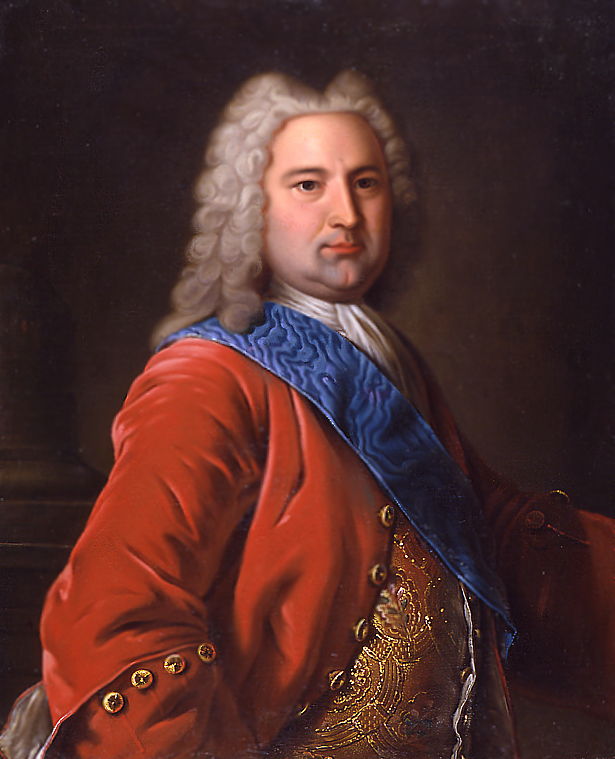
Ernst Johann von Biron peintre non identifié, vers 1730 Rundāle Palace, Latvia
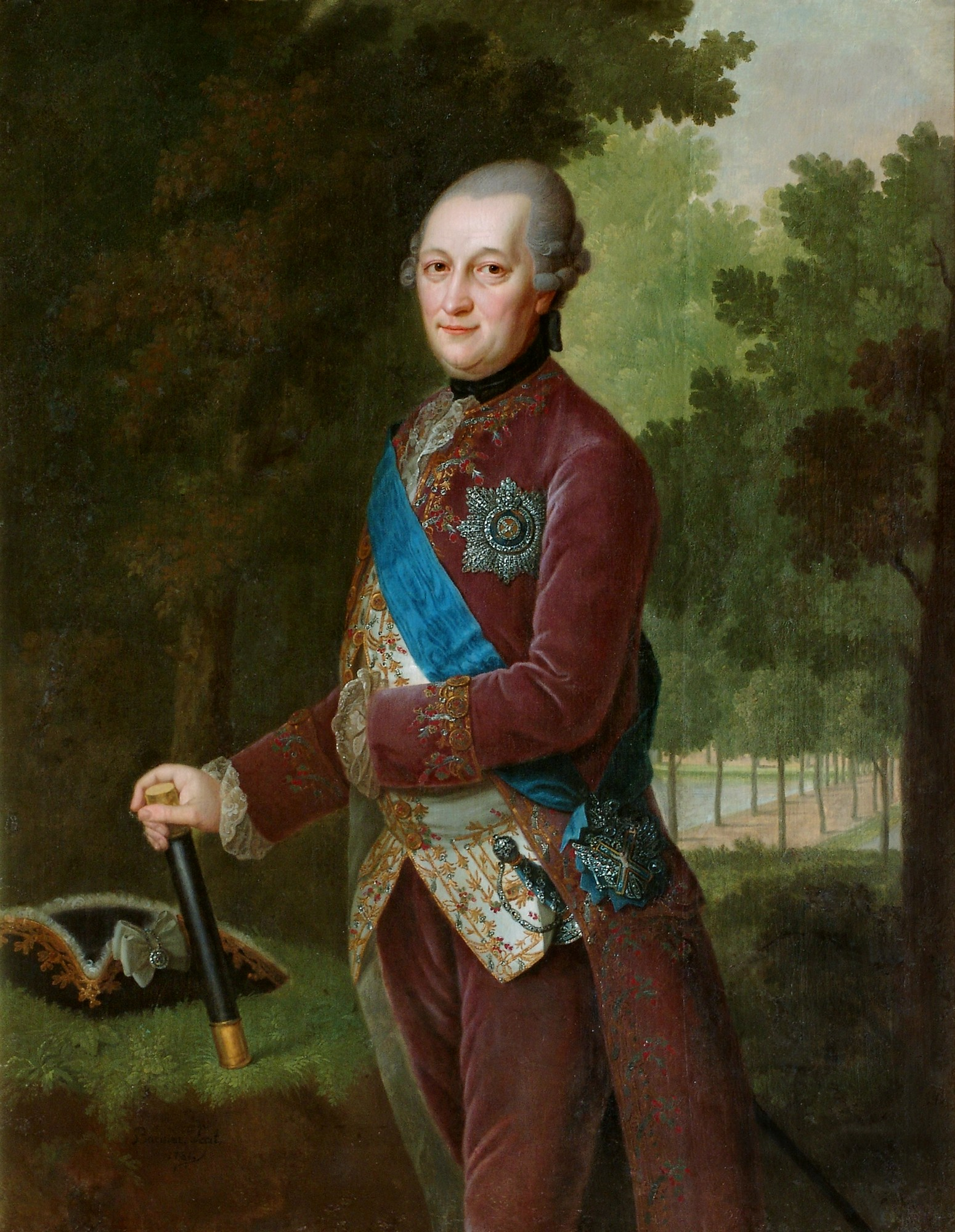
Peter von Biron (1724-1800) Frīdrihs Hartmanis Barizjens (1724–1796), 1781 Rundāle Palace, Latvia